# 909 Ulla
909 Ulla este o planetă minoră (asteroid), cu un diametru de 116,44 km, din centura de asteroizi. A fost descoperită pe 7 februarie 1919 la Observatorul Königstuhl de Karl Wilhelm Reinmuth. 
Obiectul prezintă o orbită caracterizată de o semiaxă mare de 3,5509709080285 UAi, o excentricitate de 0,093940824068958, o înclinație de 18,758 ° în raport cu ecliptica.